# RV6 Picardie-Ardennes
De RV6 Picardie-Ardennes is een Rando Vélo-route in Wallonië die naast België ook kleine delen door Frankrijk en Luxemburg loopt en is 330 km lang. De route start in Rijsel in Frankrijk. De route is zo genoemd omdat ze door Picardië en de Ardennen gaat.  De route eindigt in Wiltz en is in 2 richtingen bewegwijzerd met blauw-gele markeringen.

## Traject
De route doorkruist de provincies Henegouwen, Namen en Luxemburg. De start is in het Franse Rijsel waar kan worden aangesloten op de EuroVelo EV5 Via Romea Francigena. De route passeert de Belgische grens en sluit in Doornik aan op de Wapitour en de RV8a. Tussen Doornik en Antoing lopen deze routes parallel mee. De route volgt tot Antoing de Schelde, in Blaton gaat de Wapitour eraf, deze route kruist de route nog bij Huissignies. Bij Soignies kruist de route de RV3. De route doorkruist veel kleine dorpen en gaat ook door Ronquières bekend om zijn hellend vlak voor schepen. In Gentinnes kruist de route de RVU L'Universitaire en in Ham-sur-Sambre wordt de rivier de Samber bereikt. Deze wordt parallel gevolgd samen met de EuroVelo EV3 Pelgrimsroute en de RV8a (deze laatste eindigt in Namen). Namen is een knooppunt van vele routes, naast het vervolgen van deze route kan de EuroVelo EV3 Pelgrimsroute, de EuroVelo EV19 Maasfietsroute, de RV2, de RV8b en de RV10 opgepakt worden. In Namen is er zicht op de Citadel van Namen. De route volgt samen met de EV5, de EV19 en de RV2 de Maas zuidwaarts tot Profondeville, hier gaan de EV5, de EV19 en de RV2 verder langs de Maas. De route gaat nu door de Ardennen verder naar Hamois. In Bouissonville kruist de route de EuroVelo EV5 Via Romea Francigena. Verderop tussen Champlon en gehucht Wyompont loopt de route parallel met de RV7. In Wyompont wordt de Ourthe gekruist, evenals de EuroVelo EV5 Via Romea Francigena. In dit deel van de Ardennen zijn veel plekken te zien die herinneren aan de Slag om de Ardennen. In de stad Bastogne kan het Bastogne War Museum worden bezocht dat gaat over deze slag en de Slag om Bastenaken. Bastogne is ook bekend als keerpunt uit de wielerklassieker Luik-Bastenaken-Luik. Via de RAVeL Ligne 164 wordt de grens met Luxemburg gepasseerd en het eindpunt Wiltz bereikt. In Wiltz kan worden aangesloten op de PC20 Wiltz-Radweg die langs het riviertje Wiltz verder gaat tot Kautenbach (aansluiting op de PC21 Nord-Radweg (of via de Sûre naar Ettelbrück en aansluiten op het landelijk fietsnetwerk van Luxemburg bestaande uit diverse PC's).

## Aansluitingen met Europese routes
- In Rijsel sluit de route aan op de EuroVelo EV5 Via Romea Francigena.
- Tussen Ham-sur-Sambre en Namen loopt de route parallel met de EuroVelo EV3 Pelgrimsroute.
- Tussen Namen en Profondeville loopt de route parallel met de EuroVelo EV5 Via Romea Francigena en de EuroVelo EV19 Maasfietsroute.
- In Buissonville kruist de route de EuroVelo EV5 Via Romea Francigena.
- In Wyompont kruist de route de EuroVelo EV5 Via Romea Francigena.

## Aansluitingen met andere icoonroutes
- Tussen Doornik en Blaton loopt de route parallel met de Wapitour.
- Tussen Doornik en Antoing loopt de route parallel met de RV8a.
- Vanuit Doornik kan in Spiere-Helkijn via de RAVeL L'Escaut aangesloten worden op de LF Schelderoute.
- In Doornik op de Mont-Saint-Aubert kan worden aangesloten op de Route des Collines.
- In Huissignies kruist de route de Wapitour.
- In Soignies kruist de route de RV3.
- In Ronquières kruist de route de RV 1.
- In Gentinnes kruist de route de RVU L'Universitaire.
- Vanaf Ham-sur-Sambre tot het eindpunt in Namen loopt de route parallel met de RV8a.
- In Namen sluit de route aan op de RV8b en de RV10.
- Tussen Namen en Profondeville loopt de route parallel met de RV2.
- Tussen Champlon en Wyompont loopt de route parallel met de RV7.
- Van Benonchamps tot Wiltz loopt de route parallel met de PC20 Wiltz-Radweg.
- In Wiltz kan de route worden vervolgd via de PC20 Wiltz-Radweg om in Kautenbach aan te sluiten op het landelijk fietsnetwerk van Luxemburg bestaande uit diverse PC's.

## Aansluitingen met regionale routes
- Op elk willekeurig punt kan gebruik worden gemaakt van het fietsroutenetwerk ter plaatse.
- * In Rijsel kan Blauw Vierkant opgepakt worden.
- In Doornik kan de W4 Canaux, Fleuves et Rivières (regionale RAVeL-route) opgepakt worden.
- In Blaton kan de W1 Entre Dendre et Hauts-Pays opgepakt worden.
- In Namen kan de W5 D'une vallée à l'autre (regionale RAVeL-route) opgepakt worden.
- In Namen kan de W6 Au Fil de l'Eau (regionale RAVeL-route) opgepakt worden.
- In Wyompont kan de W7 Sur la route des Ardennes (regionale RAVeL-route) opgepakt worden.
- In Hamois kan de W8 Entre Fagnes et Famenne (regionale RAVeL-route) opgepakt worden.
- In Bastogne kan de W9 La Véloroute grandeur Nature (regionale RAVeL-route) opgepakt worden.
- In Wiltz kan de PC20 (fietsroute de la Wiltz) opgepakt worden tot Kautenbach waar de PC21 start (fietsroute du Nord) naar Wilwerwiltz welke weer vertakkingen heeft naar andere PC's.